# Вінчання зі смертю
«Вінчання зі смертю» — український художній фільм режисера Миколи Мащенка, відзнятий у 1992 році.

## Сюжет
Кінець 30-х років. Часи сталінського терору. Лейтенант Щербаков отримав наказ розстріляти кількох ворогів народу. Несподівано на місці злочину опинилося сільське весілля. Згідно з інструкцією свідків теж знищували…

## Акторський склад
- Олег Савкін — лейтенант НКВС Щербаков
- Георгій Дрозд — старшина Татарський
- Георгій Морозюк — священик
- Галина Сулима — Катерина, співробітниця НКВС
- Наталія Поліщук — Марія, наречена
- Костянтин Шафоренко — Василь, наречений
- Людмила Чиншева — Таня
- Георгій Мельський — Ігнатьєв, майор НКВС
- Андрійко Александрович — хлопчик на весіллі
- В епізодах: Людмила Логійко, Станіслав Молганов, Ігор Стариков, Олена Петрова, Андрій Баса, Анатолій Соколовський, Степан Донець, Юліанна Савкіна, М. Твердий, Анатолій Гнатюк, Віктор Степаненко, С. Боровик, Іван Пайтина, В. Кепша, Олександр Затучний, Вікторія Майстренко, Олексій Майстренко, Б. Вишомирський, Олесь Санін, Олександр Чернявський, Оксана Тімановська, Володимир Мельник

## Знімальна група
- Автори сценарію: Іван Драч, Микола Мащенко, Михайло Черничук
- Режисер-постановник: Микола Мащенко
- Оператор-постановник: Сергій Борденюк
- Художник-постановник: Євген Пітенін
- Композитор: Вадим Храпачов
- Звукооператор: Володимир Сулімов
- Монтажер: Євгенія Русецька
- Редактор: Юрій Морозов
- Художник по костюмах: Алла Сапанович
- Художник-гример: Василь Гаркавий
- Режисер: Валентин Фещенко
- Оператор: Олександр Козіло
- Оператор комбінованих зйомок: В. Воронов
- Асистенти:
  - режисера: А. Святненко, Н. Осипенко, Т. Шляпіна
  - оператора: А. Мороз, С. Камінський,
  - монтажера: Н. Скворчевська
- Гример: І. Дьякова
- Майстер по світлу: Ю. Миронов
- Установник кольору: А. Кучаківська
- Піротехнік: В. Сукалов
- Директори картини: В. Рибаков, Ю. Тишковець

## Призи на фестивалі
- 1992: КФ «Стожари-92» (Київ)[1]:
  - Гран-прі за найкращу чоловічу роль (Г. Дрозд)
  - Гран-прі за найкращу жіночу роль другого плану (Г. Сулима)